# Roccellaceae
Roccellaceae Chevall. – rodzina grzybów z rzędu plamicowców (Arthoniales).

## Systematyka
Pozycja w klasyfikacji według Index Fungorum: Roccellaceae, Arthoniales, Arthoniomycetidae, Arthoniomycetes, Pezizomycotina, Ascomycota, Fungi.
Rodzinę tę do taksonomii grzybów wprowadził François Fulgis Chevallier w 1826 r. Wśród występujących w Polsce należą do niej rodzaje:
- Dendrographa Darb. 1895
- Dirina Fr. 1825 – bulwica
- Enterographa Fée 1825 – rysek
- Gyrographa Ertz & Tehler 2014
- Lecanactis Körb. 1855 – promianek
- Phacographa Hafellner
- Plectocarpon Fée 1825 – plektokarpon
- Roccella DC. 1805 – orselka, rocella[3]
- Schismatomma Flot. & Körb. ex A. Massal. 1852 – oczarka

Nazwy polskie według W. Fałtynowicza.